# Max Hermann Jellinek
Max Hermann Jellinek (* 29. Mai 1868 in Wien; † 6. Mai 1938 ebenda) war ein österreichischer germanistischer Mediävist (Altgermanist) und Editionsphilologe.

## Familie
Die Familie Jellinek, aus der Max Hermann Jellinek stammt, kam aus Mähren, wo die Vorfahren angeblich einer von Hussiten und Mährischen Brüdern abgespalteten abrahamitischen Sekte angehört hatten und  infolge der Religionspolitik Kaiser Josefs II. und ihrer Nichtanerkennung im Toleranzpatent zum jüdischen Glauben übergetreten waren. Dies glaubte jedenfalls Jellineks Vater, der berühmte Talmudgelehrte und Wiener Oberrabbiner Adolf Jellinek. Max Hermanns ältester Bruder, Georg, war Ordinarius für Rechtswissenschaften an der Universität Heidelberg, der andere ältere Bruder, Emil Jellinek, wurde ein überaus wohlhabender Geschäftsmann, Automobilhändler und -rennfahrer. Dessen Tochter Mercédès Jellinek war die Namenspatin der Automarke Mercedes-Benz.

## Leben und Wirken
Max Hermann Jellinek erhielt zunächst Privatunterricht und besuchte dann ab 1878 das Franz-Josephs-Gymnasium in Wien. Nach der Reifeprüfung 1885 studierte er germanische, allgemeine und vergleichende Sprachwissenschaften an der Universität Wien. Seine akademischen Lehrer waren Georg Bühler (Sanskrit), Richard Heinzel (Altgermanistik), Jakob Minor (Neugermanistik) und Rudolf Meringer (vergleichende Sprachwissenschaft). 1889 wurde er bei Heinzel mit einer Dissertation über Die Sprache der Fragmenta theotisca und der Mondseer Glossen zum Dr. phil. promoviert. Danach studierte Jellinek noch ein Semester in Heidelberg bei Wilhelm Braune und Hermann Osthoff. 
Bereits 1892 erfolgte seine Habilitation auf Grund seiner Beiträge zur Erklärung der germanischen Flexion, die schon im Jahr zuvor ihren Druck erlebt hatten. Wegen der antisemitischen Stimmung, die an der Universität Wien herrschte musste er als Privatdozent für Deutsche Sprache und Literatur bis 1900 auf eine Ernennung zum außerordentlichen Professor warten. Mit dieser „ad personam“ eingerichteten Stelle verbunden war der spezielle Auftrag, Lehrveranstaltungen für Studienanfänger, Ausländer und Lehramtskandidaten mit Deutsch als Nebenfach zu halten. Jellineks Forschungsschwerpunkte waren jedoch stets urgermanische Laut- und Formenlehre, frühneuhochdeutsche Grammatik und Editionsphilologie, wie aus den zahlreichen Aufsätzen ersichtlich ist, die in verschiedenen Spezialzeitschriftenreihen erschienen.
Von 1906 bis zu seiner Emeritierung 1934 wirkte Jellinek dann als ordentlicher Professor für Deutsche Sprache und Literatur an der Universität Wien. Ab 1913 leitete er die Ältere Abteilung des germanistischen Proseminars. Er wurde mit dem Offizierskreuz des österreichischen Verdienstordens ausgezeichnet. Die Wiener Akademie der Wissenschaften ernannte ihn 1919 zu ihrem korrespondierenden Mitglied. 1928 erschien zu seinem 60. Geburtstag die Festschrift „Max H. Jellinek“. Nach seiner Emeritierung 1934 wurde er zum Honorarprofessor bestellt (bis 1936), doch er erkrankte schwer und nach dem „Anschluss Österreichs“ wurde ihm im Mai 1938 der Lehrauftrag entzogen.
Max Hermann Jellinek fand im Familiengrab auf dem Wiener Zentralfriedhof seine letzte Ruhestätte (Gruppe 59C, Nr. 26), wo auch mehrere Kinder seines Bruders Emil (z. B. Mercédès und Raoul) bestattet sind. Im Jahr 1968 wurde in Wien-Floridsdorf (21. Bezirk) die Max-Jellinek-Gasse nach ihm benannt.

## Veröffentlichungen
- Die Mondseer Glossen. In: Beiträge zur Erforschung der deutschen Sprache und Literatur (PBB) 15 (1891), 412–428 (Teildruck der Dissertation Wien 1889).
- Über einige Fälle des Wechsels von w und g im Altsächsischen und Angelsächsischen. In: Beiträge zur Erforschung der deutschen Sprache und Literatur (PBB) 14 (1889) S. 580–584.
- Die Sage von Hero und Leander in der Dichtung. Speyer & Peters, Berlin 1890.
- Zur Kudrun. In: Beiträge zur Geschichte der deutschen Sprache und Literatur (PBB) 15 (1890), S. 305ff.
- Zur Kaiserchronik. In: Anzeiger für das deutsche Altertum (AfdA) 16 (1890) S. 139f.
- mit Carl Krauss: Die Widersprüche im Beowulf. In: Zeitschrift für das deutsche Altertum (ZfdA) 35 (1891) S. 265–281.
- Hoffmannswaldau's Heldenbriefe 1891, unveröffentlicht.[8]
- Beiträge zur Erklärung der germanischen Flexion. Speyer & Peters, Berlin 1891.
- Zur Frage nach der Verschiebung der Gutturale. In: Zeitschrift für das deutsche Altertum  (ZfdA) 36 (1892) S. 77–88.
- Zur Frage nach den Quellen des Heliand. In: ZfdA 36 (1892) S 162–187.
- Gotisch w . In: ZfdA 36 (1892) 266–278.
- Dana halt und Hildebrandslied v.31. In: ZfdA 37 (1893) S. 20–24.
- Gotica minima. In: ZfdA 37 (1893) S. 319f.
- Zur Lehre von den langen Endsilben. In: ZfdA 39 (1895) S. 125–151.
- Otfrid I 4,3f. In: ZfdA 39 (1895) S. 56.
- Altsächsische Genesis. In: ZfdA 39 (1895) S. 125–151 und AfdA 21 (1895) S. 296.
- Zum Heliand. In: ZfdA 40 (1896) S. 331–335.
- Zu Notkers Anlautsgesetz. In: ZfdA 41 (1897) S. 84–87 und 304.
- Zur Aussprache des Gotischen. In: ZfdA 41 (1897) S. 369–372.
- Zur altsächsischen Genesis v.28. In: Anzeiger für das deutsche Altertum (AfdA) 24 (1898) S. 220.
- Ein Kapitel aus der Geschichte der deutschen Grammatik. In: FS Richard Heinzel, hg. v. Jellinek u. a., Berlin 1898.
- Zu Ebernands Heinrich und Kunigunde. In: ZfdA 43 (1899) 391f.
- ›Von Christi Geburt‹ v.88ff. In: ZfdA 43 (1899) S. 392.
- Althochdeutsche Miscellen. In: AfdA 25 (1899) S. 328.
- Einleitung zum Neudruck von Zesens „Adriatischer Rosemund“. Niemeyer, Halle/Saale 1899.
- Beiträge zur Geschichte der Sprachwissenschaft. Indogermanische Forschungen 12 (1901).
- Zur Rhythmik der kurzen Reimpaare des 16. Jhs. In: PBB 29 (1904) S. 356–362.
- Studien zu den älteren deutschen Grammatikern 1–2. In: ZfdA 48 (1906) S. 227–310, 313–363
- Ekkehard IV. Über den Dichter des Waltharius. In: ZfdA 48 (1906) S. 310–312.
- Mittelhochdeutsche Kleinigkeiten. In: ZfdA 48 (1906) S. 370.
- Zur Geschichte einiger grammatischer Theorien und Begriffe. Indogermanische Forschungen 19 (1906) S. 272–316.
- Studien zu den älteren deutschen Grammatikern . In: ZfdA 52 (1910) S. 182–190.
- Zur Geschichte der Verdeutschung der grammatischen Kunstwörter. Trübner, Straßburg 1911.
- Geschichte der neuhochdeutschen Grammatik. 2 Teile (= Germanische Bibliothek 2,7) Carl Winter,  Heidelberg 1913–1914 Nachdruck: 1968.
- Zu Minnesangs Frühling. ZfdA 55 (1917) S. 372–377.
- Blattfüllsel: Archipoeta VII 11. In: ZfdA 55 (1917) S. 156.
- Zur Kritik und Erklärung einiger Lieder Walthers von der Vogelweide PBB 56 (1918).
- Die eu-Reime bei Opitz. In: PBB 43 (1919), S. 286–296.
- Zu Luther. In: PBB 43 (1919), S. 523–527.
- Die Praefatio zum Heliand und die Versus de poeta. In: ZfdA 56 (1919) S. 109–125.
- Zu den e-Reimen der Schlesier. In: PBB 44 (1920), S. 330–334.
- Zum Tatian. In: PBB 44 (1920), S. 334.
- Zum Friedrich von Schwaben. In: ZfdA 57 (1920) S. 133–136.
- Über das Gedicht vom Himmelreich. In: ZfdA 58 (1921) S. 217–221.
- Zwei Dichter des Reinaert? In: PBB 45 (1921), S. 51–58.
- Zu Hartmanns Lyrik. In: PBB 45 (1921), S. 59–71.
- Zu den Pseudoreinmarischen Gedichten. In: PBB 45 (1921), S. 71–79.
- Zur Altsächsischen Genesis. In: PBB 45 (1921), S. 79–82.
- Reste der ne-Construction im Nhd. In: PBB 45 (1921), S. 82–84.
- Das Wessobrunner Gebet. In: PBB 47 (1923), S. 127–129.
- Zu Walther. In: PBB 47 (1923), S. 129–132.
- Der Ablativ nach Präpositionen. In: PB 47 (1923), S. 132–135.
- Zur Betonung der Verbalcomposita. In: PBB 47 (1923), S. 135–137.
- Bemerkungen über Klopstocks Dichtersprache. = Vom Geiste neuer Literaturforschung. FS für Oskar Walzel, Wildpark-Potsdam 1924.
- Otfrids grammatische und metrische Bemerkungen. In: FS Konrad Zwierzina zum 29. März 1924, hg. von Jellinek u. a., Graz-Wien-Leipzig 1924.
- Zu Walther. In: PBB 49 (1925), S. 101–108, 472f.
- Zum Willehalm von Orlens. In: PBB 49 (1925), S. 108–111.
- Ahd. v = f. In: PBB 49 (1925), S. 111–114.
- Otfridiana. In: ZfdA 63 (1926) S. 271f.
- Geschichte der gotischen Sprache  (= Grundriss der Germanischen Philologie 1,1) Walter de Gruyter, Berlin 1926. Digitalisat (214 MB)
- Beiträge zur Geschichte der Sprachwissenschaft. In: AfdA 47 (1928) S. 1–10.
- Gothica. In: ZfdA 66 (1929) S. 117–140.
- Momentane und durative Adjektiva. Festschrift der germanistischen Abteilung der 57. Versammlung deutscher Philologen und Schulmänner in Salzburg 1929,  S. 61–63.
- Über Aussprache des Lateinischen und deutsche Buchstabennamen. (= Sitzungsberichte der Akademie der Wissenschaften in Wien 212,2). Hölder-Pichler-Tempsky, Wien-Leipzig 1930.
- Ein Runenfund in Bosnien In: ZfdA 68 (1931) S. 31f.
- Zu Angelus Silesius. In: ZfdA 68 (1931) 95f.
- Ahd. phaffo - got. papa In: ZfdA 69 (1932) S. 143f.
- Beiträge zur Textkritik und Erklärung des Schönen Blumenfelds. In: ZfdA 69 (1932), S. 209–216.
- Mathesius über Luthers Sprache. In: ZfdA 71 (1934) S. 186f.
- Bemerkungen zum Notkertext. In: ZfdA 72 (1935) S. 109–112.
- Bemerkungen zur Textkritik und Erklärung der Kudrun. In: ZfdA 72 (1935) S. 200–206.
- Schriftsprache, Gemeinsprache, Kunstsprache. In: Die Erforschung der indogermanischen Sprachen 2: Germanisch, 1. Allgemeiner Teil und Lautlehre. Hg. v. Wilhelm Streitberg, Victor Michels, Max Hermann Jellinek. (= Grundriss der indogermanischen Sprach- und Altertumskunde 2). de Gruyter, Berlin-Leipzig 1936.

Editionen
- Die Psalmenübersetzungen des Paul Schede Melissus 1572. (= Neudrucke deutscher Litteraturwerke des 16. und 17. Jh.). Niemeyer, Halle/Saale 1896.
- Abhandlungen zur germanischen Philologie. FS Richard Heinzel 25 Jahre an der Universität Wien, Halle/Saale 1898, Reprint: Olms, Hildesheim 1985.
- Philipp v. Zesen: Die Adriatische Rosemund 1654. (= Neudrucke deutscher Litteraturwerke des 16. und 17. Jh.) Niemeyer, Halle/Saale 1899.
- Friedrich von Schwaben aus der Stuttgarter Handschrift. (= Deutsche Texte des Mittelalters 1) Weidmann, Berlin 1904.
- Kleine Schriften von Richard Heinzel. Heidelberg 1907.
- Konrad Zwierzina zum 29. März 1924. Graz-Wien-Leipzig 1924.
- Kudrun. JCB Mohr (Paul Siebeck), Tübingen 1930.